# Thunbergia alata
Thunbergia alata é uma espécie de planta com flor pertencente à família Acanthaceae.
A autoridade científica da espécie é Bojer ex Sims, tendo sido publicada em Botanical Magazine 52: , pl. 2591. 1825.
É uma espécie de trepadeira herbácea ruderal. Nativas de áreas tropicais da África Oriental, pertence à família das acanthaceae. 
A espécie e outras da família foram introduzidas no resto do mundo como planta decorativa[carece de fontes?]. A facilidade com que se adapta deu origem de nomes jocosos como "biscatinha" e "maria-sem-vergonha".
A planta possui um caule volúvel, folhas pecioladas sagitadas e flores amarelas gamopétalas, com tubo petalino de cor marrom. Cada flor é acompanhada por duas brácteas verdes.
A Thunbergia alata, cujo nome foi dado pelo nomeado pelo alemão Wenceslas Bojer, foi enviado de Maurício para a Inglaterra, onde foi descrita pela primeira vez por John Sims em 1825.

## Moçambique
Trata-se de uma espécie presente no território moçambicano, nomeadamente em Zambézia, Tete, Manica e Sofala, Gaza-Inhambane, Maputo (regiões como estão definidas na obra Flora Zambesiaca).
Em termos de naturalidade trata-se de uma espécie nativa.

## Nomes vulgares desta espécie
- Amarelinha
- cipó-africano
- bunda-de-negro
- maria-sem-vergonha
- jasmim-da-itália
- bunda-de-mulata [6]
- olho-de-poeta
- cu-de-cachorro [6]
- cu-de-mulata
- olho-preto
- carólia
- jasmim-sombra
- erva-cabrita
- erva-de-cabrita
- susana-dos-olhos-negros
- suzana-dos-olhos-negros
- black-eyed susan ((em inglês)) [4]
- swartoognooi (Afr.)
- isiPhondo (Zulu)